# Флеркин, Андрес
Андре́с Флерки́н (исп. Andrés José Fleurquin Rubio; 8 февраля 1975, Монтевидео) — уругвайский футболист, полузащитник. С 1997 по 2002 год был игроком сборной Уругвая. Участник двух Кубков Америки. Также имеет паспорт гражданина Италии.

## Биография
Предки Андреса были выходцами из Франции. Начал профессиональную карьеру в «Дефенсоре» в 1996 году. Довольно быстро стал игроком основного состава и спустя год получил вызов в сборную Уругвая на Кубок Америки. Уругвай выступил крайне неудачно и не сумел выйти из группы, однако Андрес на поле в трёх матчах группового этапа так и не появился. В том же году Флеркин стал вице-чемпионом Уругвая со своим клубом.
В 1999 году Флеркин во второй раз принял участие в Кубке Америки. Молодая уругвайская сборная сумела дойти до финала турнира, где потерпела поражения от более опытной Бразилии 0:3. Флеркин провёл все шесть матчей турнира в основном составе. Всего же сборную Уругвая с 1997 по 2002 год Флеркин сыграл в 11 матчах.
После успешного турнира уругвайца приобрёл австрийский «Штурм». С командой из Граца Андрес дважды занимал второе место в чемпионате Австрии, а также выиграл Суперкубок страны в 1999 году.
В 2002 году Флеркин стал одним из лучших игроков в составе «Галатасарая», первенствовавшего в чемпионате Турции сезона 2001/02. Однако после окончания сезона Андрес перешёл во французский «Ренн», откуда спустя год переехал в Испанию. На протяжении года играл в «Кордове», причём вместе с ним выступал его бывший партнёр по «Дефенсору» Николас Оливера. На протяжении шести лет выступал за «Кадис», с которым выигрывал как третий, так и второй дивизионы чемпионата Испании.
С 2010 года Андрес Флеркин вновь выступал за «Дефенсор Спортинг». За это время ещё дважды (в 2010/11, 2012/13) становился вице-чемпионом Уругвая. В 2014 году помог родной команде впервые в её истории выйти в полуфинал Кубка Либертадорес. Завершил карьеру футболиста в ноябре 2015 года.
Андрес Флеркин имеет учёную степень в области делового управления (защита диссертации состоялась в 2013 году). У Андреса пятеро детей.

## Достижения
- Вице-чемпион Уругвая (3): 1997, 2010/11, 2012/13
- Чемпион Турции (1): 2001/02
- Вице-чемпион Австрии (2): 1999/2000, 2000/01
- Обладатель Суперкубка Австрии (1): 1999
- Чемпион Испании во Втором дивизионе (1): 2004/05
- Чемпион Испании в Третьем дивизионе (1): 2008/09
- Полуфиналист Кубка Либертадорес (1): 2014
- Финалист Кубка Америки (1): 1999